# Marele Premiu al statului Singapore
Marele Premiu al statului Singapore este o cursă organizată anual în Singapore, care face parte din calendarul Formulei 1. Prima cursă națională din Singapore s-a desfășurat în 1966. Evenimentul are loc pe circuitul Marina Bay, și a fost prima cursă de noapte și primul circuit stradal din Asia conceput pentru Marile Premii de Formula 1.

## Istoric
Prima cursă care a avut loc în Singapore a fost în 1961, iar anul următor a devenit Marele Premiu al Malaysiei. Când Singapore a obținut independența în 1965, cursa a devenit cunoscută sub numele de Marele Premiu al statului Singapore. Cu toate acestea, circuitul Thomson Road a fost unul dintre cele mai periculoase din lume, având printre altele, stații de autobuz și drenuri musonice. În urma mai multor victime, dificultatea punerii în aplicare a unor măsuri de siguranță adecvate și ideea ce încurajează conducerea nechibzuită, cursele auto au fost interzise în Singapore după Marele Premiu din 1973.
În 2008, cursele de automobilism s-au întors odată cu prima cursă de Formula 1 care a avut loc aici.

### Crashgate
Cursa inaugurală din 2008 este amintită cel mai des pentru faimosul accident „deliberat” al lui Nelson Piquet Jr., ceea ce l-a ajutat pe coechipierul său de la Renault, Fernando Alonso, să obțină o victorie controversată. După ce a fost concediat de echipă în anul următor, Piquet Jr. a susținut că a respectat ordinele echipei. Rezultatele investigației ulterioare lansate de FIA au rezultat în excluderea echipei Renault pentru 2 ani din sport, și doi membri din fruntea echipei, Flavio Briatore și Pat Symonds, au fost interziși în a se implica în Formula 1 pentru mai mulți ani.

## Edițiile Marelui Premiu al statului Singapore (Formula 1)
Toate edițiile au avut loc pe Circuitul Marina Bay.
| An   | Pole position     | Cel mai rapid tur | Pilotul câștigător | Constructorul câștigător | Raport            |
| ---- | ----------------- | ----------------- | ------------------ | ------------------------ | ----------------- |
| 2024 | Lando Norris      | Daniel Ricciardo  | Lando Norris       | McLaren-Mercedes         | Raport            |
| 2023 | Carlos Sainz Jr.  | Lewis Hamilton    | Carlos Sainz Jr.   | Ferrari                  | Raport            |
| 2022 | Charles Leclerc   | George Russell    | Sergio Pérez       | Red Bull Racing-RBPT     | Raport            |
| 2021 | Nu s-a desfășurat | Nu s-a desfășurat | Nu s-a desfășurat  | Nu s-a desfășurat        | Nu s-a desfășurat |
| 2020 | Nu s-a desfășurat | Nu s-a desfășurat | Nu s-a desfășurat  | Nu s-a desfășurat        | Nu s-a desfășurat |
| 2019 | Charles Leclerc   | Kevin Magnussen   | Sebastian Vettel   | Ferrari                  | Raport            |
| 2018 | Lewis Hamilton    | Kevin Magnussen   | Lewis Hamilton     | Mercedes                 | Raport            |
| 2017 | Sebastian Vettel  | Lewis Hamilton    | Lewis Hamilton     | Mercedes                 | Raport            |
| 2016 | Nico Rosberg      | Daniel Ricciardo  | Nico Rosberg       | Mercedes                 | Raport            |
| 2015 | Sebastian Vettel  | Daniel Ricciardo  | Sebastian Vettel   | Ferrari                  | Raport            |
| 2014 | Lewis Hamilton    | Lewis Hamilton    | Lewis Hamilton     | Mercedes                 | Raport            |
| 2013 | Sebastian Vettel  | Sebastian Vettel  | Sebastian Vettel   | Red Bull Racing-Renault  | Raport            |
| 2012 | Lewis Hamilton    | Nico Hülkenberg   | Sebastian Vettel   | Red Bull Racing-Renault  | Raport            |
| 2011 | Sebastian Vettel  | Jenson Button     | Sebastian Vettel   | RBR-Renault              | Raport            |
| 2010 | Fernando Alonso   | Fernando Alonso   | Fernando Alonso    | Ferrari                  | Raport            |
| 2009 | Lewis Hamilton    | Fernando Alonso   | Lewis Hamilton     | McLaren-Mercedes         | Raport            |
| 2008 | Felipe Massa      | Kimi Räikkönen    | Fernando Alonso    | Renault                  | Raport            |

### Statistici
Trei piloți au obținut cel puțin câte un hat-trick (pole position, cel mai rapid tur și victorie într-o cursă): Fernando Alonso în 2010, Sebastian Vettel în 2013 și Lewis Hamilton în 2014.
Piloții și echipele îngroșate concurează în sezonul actual de Formula 1.

#### Multipli câștigători
| Victorii | Pilot            | Ani                          |
| -------- | ---------------- | ---------------------------- |
| 5        | Sebastian Vettel | 2011, 2012, 2013, 2015, 2019 |
| 4        | Lewis Hamilton   | 2009, 2014, 2017, 2018       |
| 2        | Fernando Alonso  | 2008, 2010                   |

| Victorii | Constructor      | Ani                    |
| -------- | ---------------- | ---------------------- |
| 4        | Ferrari          | 2010, 2015, 2019, 2023 |
| 4        | Mercedes         | 2014, 2016, 2017, 2018 |
| 4        | Red Bull         | 2011, 2012, 2013, 2022 |
| 2        | McLaren-Mercedes | 2009, 2024,            |

#### Multipli deținători depole position
| Pole-uri | Pilot            | Ani                    |
| -------- | ---------------- | ---------------------- |
| 4        | Lewis Hamilton   | 2009, 2012, 2014, 2018 |
| 4        | Sebastian Vettel | 2011, 2013, 2015, 2017 |
| 2        | Charles Leclerc  | 2019, 2022             |

#### Multipli deținători de cel mai rapid tur
| CMRT | Pilot            | Ani              |
| ---- | ---------------- | ---------------- |
| 3    | Lewis Hamilton   | 2014, 2017, 2023 |
| 3    | Daniel Ricciardo | 2015, 2016, 2024 |
| 2    | Fernando Alonso  | 2009, 2010       |
| 2    | Kevin Magnussen  | 2018, 2019       |

## Câștigătorii Marelui Premiu al statului Singapore (Non-Formula 1)
Câștigătorii edițiilor care nu au făcut parte din Campionatul Mondial de Formula 1.
| An   | Pilot           | Mașină          | Clasă         | Locație      |
| ---- | --------------- | --------------- | ------------- | ------------ |
| 1973 | Vern Schuppan   | March-Hart      | Formula Libre | Thomson Road |
| 1972 | Max Stewart     | Mildren–Waggott | Formula Libre | Thomson Road |
| 1971 | Graeme Lawrence | Brabham-Ford    | Formula Libre | Thomson Road |
| 1970 | Graeme Lawrence | Ferrari         | Formula Libre | Thomson Road |
| 1969 | Graeme Lawrence | McLaren-Ford    | Formula Libre | Thomson Road |
| 1968 | Garrie Cooper   | Elfin–Ford      | Formula Libre | Thomson Road |
| 1967 | Rodney Seow     | Merlyn–Ford     | Formula Libre | Thomson Road |
| 1966 | Lee Han Seng    | Lotus-Ford      | Formula Libre | Thomson Road |